# Бетмен: Відважний і сміливий
«Бетмен: відважний і сміливий» (англ. Batman: The Brave And The Bold) — американський мультсеріал, виробляється компанією Warner Brothers для Cartoon Network. Є останньою інтерпретацією класичної історії Бетмена. Серіал дебютував 14 листопада 2008 а в США, а в Росії транслюється з 2010 на каналі Cartoon Network. З 2012 року на каналі РЕН ТВ в ранковому ефірі почався показ серіалу. В Україні цей мультсеріял транслювали на каналі Qtv у 2013 році. Мультсеріал знятий на ідеї коміксу про Бетмена компанії DC Comics The Brave and the Bold (Хоробрий і Сміливий).

## Сюжет
Бетмен цього разу не один! Наш герой об'єднується з супергероями з усіх кінців Всесвіту, йде назустріч новим пригодам з легким комічним контрастом. Синій Жук, Зелена стріла, Аквамен та інші герої підтримують правосуддя разом з Бетменом. Хоча дії розгортаються в основному в Готем, Бетмен часто буде знаходитися поза містом, стикаючись з незнайомими раніше ситуаціями. З величезною кількістю противників за кожним кутом, Бетмен і раніше, буде покладатися на свою хитрість, винахідливість і технологічні пристрої, щоб нести правосуддя. У кожній серії його чекають нові пригоди.

## 1 сезон
Серіал починається з розмови студента Хайме Рейса (він же - Синій Жук) зі своїм другом про нову битву Бетмена і Зеленою Стріли проти Короля Часів. Хайме дуже сильно любить супергероїв, коли як його друг не поділяє цих почуттів. Пізніше до Хайме приходить Бетмен і пропонує йому відправитися разом з ним на іншу планету, щоб боротися з Канжером Ро і врятувати населяють її жителів, які не здатні битися. Бетмен хоче випробувати Хайме і дізнатися, чи готовий хлопець стати справжнім супергероєм. Спочатку Хайме не вірить в себе, але з підтримкою Бетмена йому вдається знайти упевненість в собі і перемогти Канжера Ро. Після цієї перемоги Синій Жук став навіть занадто самовпевненим, і це призвело до біди - Канжер Ро захоплює героїв і залишилися жителів планети. Коли Хайме зрозумів, що був сильно самовпевнений, він вирішив подумати, як вчинив би його мудрий наставник в синьому плащі, щоб вирватися з ув'язнення. Хайме рятується і перемагає Канжера Ро. Бетмен, бажаючи дізнатися, чи готовий Хайме показати себе героєм, побачив, як хлопчина став ним у нього на очах.
Це була перша серія. Основний сюжет першого сезону будується на тому, як володар рівноваги двох протиборчих сторін світобудови «Порядку та Хаосу» Еквінокс, бажає знищити ці категорії (заодно з усіма світами). Бетмену вдається перешкодити Еквінокс в його першому плані по втручанню в баланс сторін, влаштувати викид радіації і погубити мільйони життів. Після цього злодій вирішує взяти в свої руки контроль над «порядком і хаосом». Супергероям доводиться об'єднатися і використовувати допомогу володарів порядку. Вході останньої битви було вирішено поєднати всі сили героїв в одній людині - Бетмена. Але навіть цього недостатньо, щоб перемогти Еквінокс. Тоді Бетмен довів, чому він є наймогутнішим супергероєм у світі. Бетмен використовує свій інтелект і переконує Еквінокс, що той влаштував дисбаланс сторін світобудови. Еквінокс намагається припинити, то що накоїв. Щоб зупинити лиходія раз і назавжди, Бетмен завдає останній удар по ньому.
Баланс порядку і хаосу знову відновлений. А Бетмен як зазвичай не дрімає. Адже, як він сказав Чорної Канарки в серії «Mayhem of the Music Meister!»
«Прости. Але злочинці не роблять перерв на обід, і я теж.»

### Герої
- 'Бетмен'  - головний герой, мільярдер Брюс Уейн, супергерой, який пережив в дитинстві важку травму і зважився на боротьбу зі злочинністю за допомогою своїх пристроїв і навичок.
- 'Синій жук'  - студент технологічного факультету коледжу Харкуейст, який бореться зі злочинністю в комах-подібному костюмі. Костюм - окреме жива істота на прізвисько Скарабей.
- 'Зелена стріла'  - мільйонер, стрілок з лука, який використовує стріли з отрутою, газами, вибуховими речовинами, мережами та ін.
- ' Джона Хекс / Комбинатор'  - мисливець за головами, ексцентричний герой, комбінує ДНК тварин, терпіти не може Дикого Кота.
- 'Ліга Справедливості'  - команда супергероїв, що спонсорується засобами Уейна.
- 'Аквамен'  - король Атлантиди. Супергерой з великої літери, бо обожнює свою роботу супергероя, пригоди, давати назви пригод і свою сім'ю. Володіє над-силою, морський телепатією (контроль над морськими мешканцями), а так само може управляти водою і дуже швидко плавати, тому є хоч і місцями комічним, але дуже могутнім героєм.
- ' Охотница'  - супер-героїня, приваблива дівчина володіє всіма видами зброї, включаючи хімічне.
- 'Пластікмен'  - колишній злочинець, в деякому роді підопічний Бетмена (той за нього поручився перед судом).
- ' Ізгої'  - команда підлітків.
- 'Червоний Торнадо'  - робот-повелитель вихору.
- ' Флеш'  - супергерой, найшвидша людина на Землі, в мультфільмі представлено 3 флеша
- 'Металломени'  - команда героїв-андроїдів. Складається з Золота, Заліза, свинцю, Ртуть, Платини і Жерсті. Можуть так само з'єднатися всесто, створивши могутнього гіганта на ім'я Сплав.
  - -  'Золото'  - Лідер команди.
  - -  'Залізо'  - М'язи команди. Дуже сильний і міцний, але будучи з заліза може страждати від корозії.
  - -  'Свинець'  - Чи не занадто кмітливий металломен, але один з найсильніших фізично. Невразливий для радіації.
  - -  'Ртуть'  - Найгнучкіший металломен, будучи рідким металом.
  - -  'Платина'  - Металломен-дівчина.
  - -  'Жесть'  - Вважається слабейшим металломеном і від цього страждав комплексом неповноцінності, однак за допомогою Бетмена знаходить віру в себе.
- ' Дикий кіт'  - старий супер-герой-рестлер
- 'Золотий Бустер'  - герой з майбутнього.
- ' Атом'  - супергерой, здатний варіювати свої розміри від атома до велетня. У будь-якій ситуації він перш за все вчений, що покладається на науку і логіку і тому він не дуже високої думки про Аквамене через його непомірною спраги геройства і пригод.
- ' Робін'  - напарник Бетмена, мотоцикліст.
- 'Чорна канарка'  - супер-героїня, здатна викликати своїм голосом руйнівні хвилі
- ' Бет-чорт'  - біс з паралельного світу, фанат Бетмена
- 'Червоний ковпак'  - супергерой з паралельного «дзеркального» світу, двійник Джокера.
- ' Дядько Сем'  - супер-герой, живе втілення патріотизму
- 'Капітан Атом'  - супер-герой маніпулює ядерною енергією, володіє величезною силою і таким же величезним его: не вважає Бетмена повноцінним супегероем тільки тому, що він позбавлений сверхспособностей.
- ' Борці за свободу'  - команда супер-героїв, створена Дядей Семом

### Лиходії
- ' Джокер'  - клоун-психопат, заклятий ворог Бетмена.
- 'Харлі Квінн'  - дівчина Джокера.
- 'Король Часів'  - схиблений на годиннику лиходій, ворог Зеленої Стріли.
- 'Горила Гроддена'  - горила, з інтелектом рівня генія.
- 'Джентльмен Привид'  - справжнє ім'я Джеймс Креддок. Уклав договір з демоном, бажаючи стати безсмертним. В результаті його дух не може покинути землю. Ненавидить Бетмена, хоча той намагався його від цієї долі врятувати.
- 'Психо-пірат'  -
- ' Опудало'  - псіхобольной людина, яка вважає, що він - король страху (від чого його звуть «Пугалом»)
- 'Ра'с аль Гул'  -
- 'Містер Розум'  - злісний інопланетний черв'як з телепатичні здібності
- 'Жахливе Тріо'  -
- 'Жінка-кішка'  - прекрасна злодійка в котячому костюмі.
- 'Музичний Майстер'  - лиходій гіпнотизує оточуючих своїми вокальними здібностями.
- 'Чорна Манта'  - заклятий ворог Аквамена і Атлантиди.
- 'Оулмен'  - суперлиходій з паралельного «дзеркального» світу, двійник Бетмена, заклятий ворог Червоного ковпака ( «поправити» йому фізіономію, до речі).
- 'Синій лучник'  - супер-лиходій з паралельного «дзеркального» світу, двійник Зеленої стріли.
- 'Срібний циклон'  - супер-лиходій з паралельного «дзеркального» світу, двійник Червоного торнадо.
- 'Синдикат Несправедливості'  - об'єднання супер-лиходіїв в «дзеркальному» світі.
- ' Еквінокс'  - істота, мета якого вуст

## Див. Також
- БЕН 10 (серія фільмів)
- Cartoon Network
- Warner Brothers
- Сімейство Сатурдей

## Примітка
1. ↑  Fernsehserien.de
2. ↑  РБК - ТВ Програма <! - Тема доданий ботом ->. Архів оригіналу за 22 липня 2003. Процитовано 16 серпня 2015.